# ФК Папа
ФК Папа Ломбард (мађ. Lombard Pápa Termál Futball Club) је фудбалски клуб из Папе, Мађарска. Утакмице играју на домаћем вишенаменском Стадион Варкерти (Stadion Várkerti) капацитета од 5.500 гледалаца. Процена броја гледалаца варира од извора до извора и креће се у распону од 4.000 до 5.500. Боје клуба су плава и жута.

## Историја
ФК Папа Ломбард је основан 2004. године, када је ФК Ломбард Халадаш преместио своје седиште из Татабање у Папу, тако да је клуб наставио такмичење у Мађарској првој лиги. Оригинално је ФК Шиофок требало да се пребаци у Папу али је у задњем моменту пребачен у Диошђер. Нови тим, ФК Папа, су чинили делом играчи ФК Балатона и играчи некадашњег ФК Сомбатхеља. За тренера је постављен Балинт Тот.
Прве прволигашке бодове Ломбард је освојио против ФК Диошђер Балатона. Пред 8.000 гледалаца у гостима је победио са резултатом 3:1. Током прве сезоне клуб је променио тренера па је за такмичење у Европи довео Лазара Сентеша. Најубедљивију победу, од 6:0, ФК Ломбард је остварио на првенственој утакмици против ФК Вашаша. Том приликом, играч Папе, Томаш Медвед је постигао 4 гола. На крају сезоне тим је завршио на 14 месту. 
Током сезоне 2005/06 ФК Ломбарт је играо у интертото купу са променљивом срећом. Сам клуб је пролазио кроз велике промене, чак је четрнаест играча напустило клуб а тринаест је дошло у тим. Први голман тима је прешао у ФК Хонвед, док је голгетер екипе Медвед отишао у Кину, још два стандарна члана прве једанаесторице, центархалф Виктор Фаркаш и везни Тибор Сабо су напустила тим.
Оваква ситуација је допринела слабом пласману тима у домаћем првенству. Власник тима Петер Биро је у покушају да задржи тим у првој лиги на крају полусезоне довео 16 нових играча, међу којима мађарског репрезентативаца из ФК Ференцвароша Лајоша Сича, двојицу репрезентативаца Замбије, Лунгувал Мичека и Мумбавал Лојда и Канадског повременог репрезентативца Давида Симпсона. Овај велики напор међутим није уродио плодом и клуб је морао на крају сезоне да се сели у нижи ранг такмичења.
Ломбард је себи као циљ одмах поставио повратак у прву лигу али су га у томе спречили ФК Шиофок и ФК Сомбатхељ тако да је своју друголигашку сезону завршио на петом месту. 
Другу сезону Ломбард је такође започео са великим амбицијама, доведена су појачања. Екипа је сезону започела веома добео, први део првенства је завршила на трећем месту, међутим у другом делу је екипа играла нешто слабије и тим је завршио такмичење на четвртој позицији и после одузимања бодова противнику технички ФК Папа је завршио као трећи што му опет није омогућило да иде и виши разред такмичења.
У сезони 2014/15. ФК Папа је испао из прве мађарске лиге.

## Промене имена
- Папа ЕЛК − Pápai ELC (1995–04)
- Папа Ломбард ТФК − Lombard Pápa TFC (2004–)

### Прва лига Мађарске
Статистика учешћа у првој мађарској лиги је у табели испод.
| Сезона  | Ута | Поб | Нер | Изг | ГД–ГП   | Г.Раз | Бод |
| ------- | --- | --- | --- | --- | ------- | ----- | --- |
| 2004/05 | 30  | 8   | 6   | 16  | 40–47   | –7    | 30  |
| 2005/06 | 30  | 5   | 7   | 18  | 30–76   | –46   | 22  |
| 2009/10 | 30  | 10  | 5   | 15  | 39–50   | –11   | 35  |
| 2010/11 | 30  | 10  | 5   | 15  | 39–52   | –13   | 35  |
| 2011/12 | 30  | 8   | 6   | 16  | 26–40   | –14   | 30  |
| 2012/13 | 30  | 7   | 7   | 16  | 26–46   | –20   | 28  |
| 2013/14 | 30  | 9   | 6   | 15  | 32–50   | –18   | 33  |
| 2014/15 | 30  | 4   | 7   | 19  | 14–57   | –43   | 19  |
| Укупно  | 240 | 61  | 49  | 130 | 246–418 | –172  | 232 |

| #   | 2004/05 | 2005/06 | 2009/10 | 2010/11 | 2011/12 | 2012/13 | 2013/14 | 2014/15 |
| --- | ------- | ------- | ------- | ------- | ------- | ------- | ------- | ------- |
| 1.  |         |         |         |         |         |         |         |         |
| 2.  |         |         |         |         |         |         |         |         |
| 3.  |         |         |         |         |         |         |         |         |
| 4.  |         |         |         |         |         |         |         |         |
| 5.  |         |         |         |         |         |         |         |         |
| 6.  |         |         |         |         |         |         |         |         |
| 7.  |         |         |         |         |         |         |         |         |
| 8.  |         |         |         |         |         |         |         |         |
| 9.  |         |         |         |         |         |         |         |         |
| 10. |         |         |         |         |         |         |         |         |
| 11. |         |         |         |         |         |         |         |         |
| 12. |         |         |         |         |         |         |         |         |
| 13. |         |         |         |         |         |         |         |         |
| 14. |         |         |         |         |         |         |         |         |
| 15. |         |         |         |         |         |         |         |         |
| 16. |         |         |         |         |         |         |         |         |

## Интернационалне утакмице

### Интертото куп
| Сезона | Такмичење     | Коло    | Држава  | Клуб           | Домаћин | Гост  | Скор  |
| ------ | ------------- | ------- | ------- | -------------- | ------- | ----- | ----- |
| 2005   | Интертото куп | 1. коло | Грузија | ФК ВИТ Грузија | 2 : 1   | 1 : 0 | 3 : 1 |
| 2005   | Интертото куп | 2. коло | Шведска | ФК Гетеборг    | 2 : 3   | 0 : 1 | 2 : 4 |